# Mati
För andra betydelser, se Mati (olika betydelser).

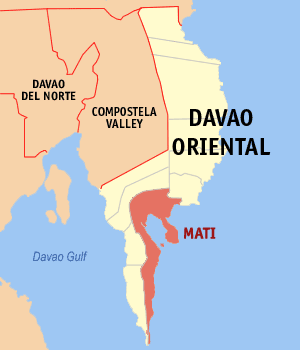
Matis läge i Davao Oriental

Mati är en ort på ön Mindanao i Filippinerna. Den är administrativ huvudort för provinsen Davao Oriental i Davaoregionen.
Mati är en kommun som  har stadsrättigheter sen 2011 (Mati City). Kommunen är indelad i 26 smådistrikt, barangayer, varav 23 är klassificerade som landsbygdsdistrikt och endast 3 som tätortsdistrikt. Hela kommunen har 141 141 invånare enligt 2015 års folkräkning.

## Referenser

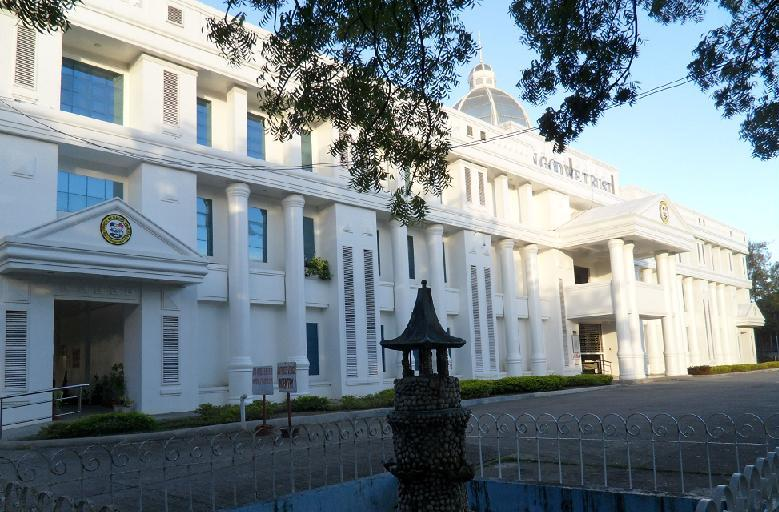
Governor's Office, Capitol Hills, Mati, Davao Oriental